# Ornitologická síť

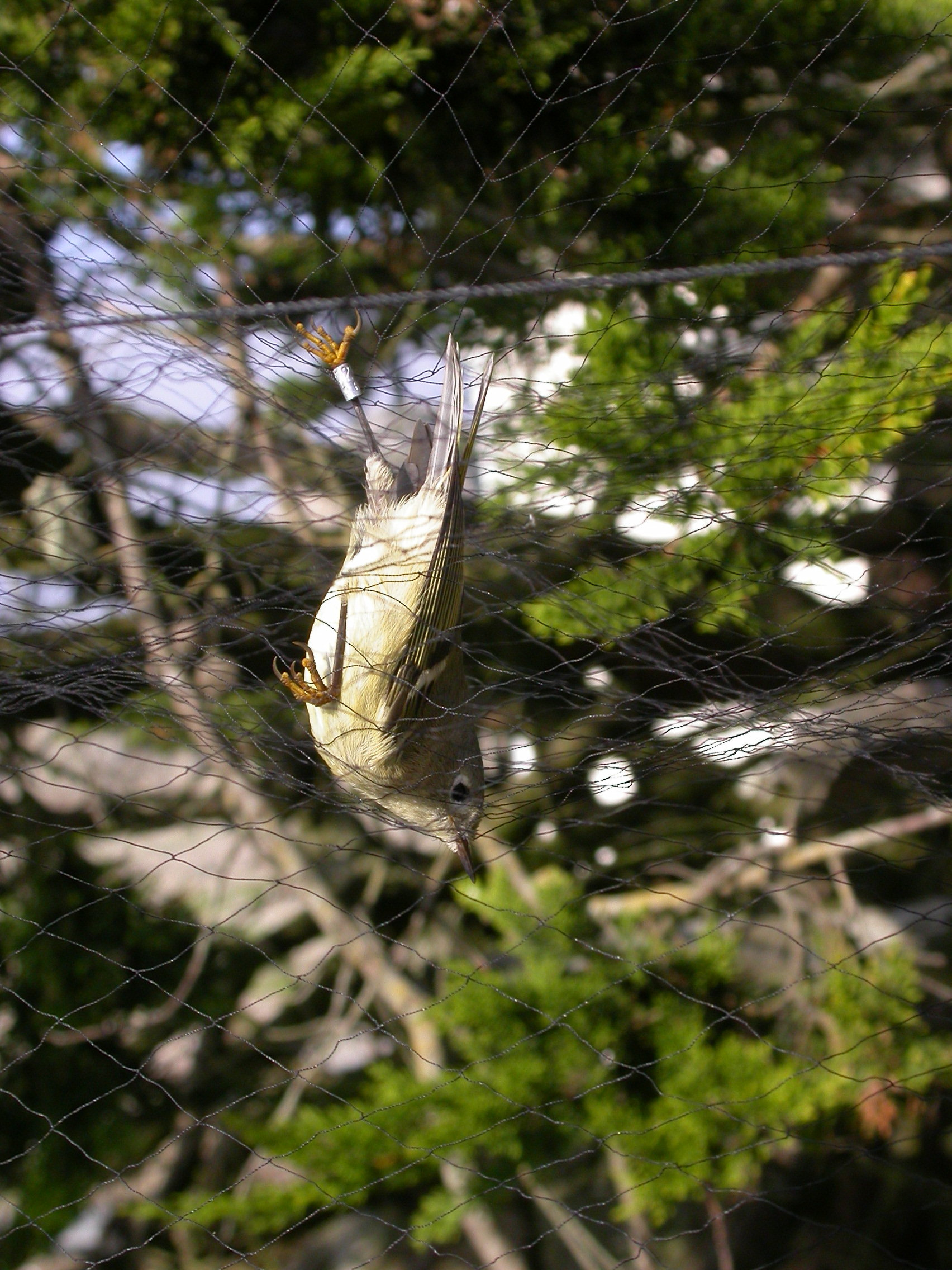
Již okroužkovaný králíček americký (Regulus calendula) chycený v síti.

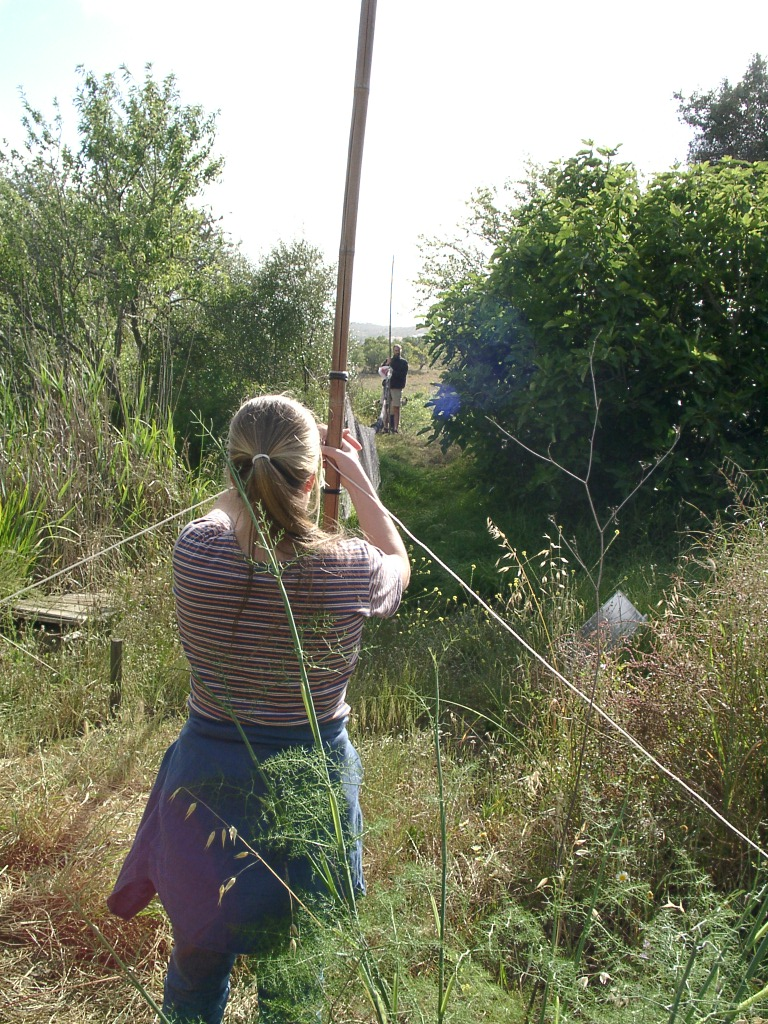
Příprava sítě

Ornitologická síť nebo také nárazová síť je zařízení užívané ornitology k odchytu živých ptáků a zoology pro odchyt netopýrů, obvykle za účelem kroužkování či jiného výzkumu. Lze je ovšem použít i k odchytu zvířat pro jiné účely, například chov v zajetí (např. v zoologické zahradě).
Obvykle jsou vyrobeny z nylonu a podobají se volejbalové síti. Rozměry se pohybují nejčastěji mezi 1,5–3 m na výšku a 3–18 m na délku a mívají několik kapes, v nichž odchycení ptáci zůstávají. Existují sítě s různě velkými oky a silnými vlákny v závislosti na cílových druzích. Zejména na odchyt větších, např. dravých ptáků je třeba použít sítě s většími oky.
Pobyt v síti je pro ptáky více či méně stresující a při neopatrné manipulaci může dojít k jejich zranění nebo až úhynu. Používání ornitologických sítí je i tak ovšem pro ptáky velmi bezpečné a jedná se o jednu z nejbezpečnějších metod jejich odchytu. Počet zranění nebo úmrtí způsobených chycením do nárazové sítě je velmi nízký a riziko zranění nepřesahuje 0,6 % a úmrtí 0,3%. K předcházení zbytečným zraněním je nutné sítě pravidelně kontrolovat a odchycené ptáky ihned vyprostit. Ptáky smějí za vědeckými účely odchytávat a značit pouze proškolené osoby, držitelé zvláštní licence (výjimky ze zákona).